# Theatinerkloster Salzburg

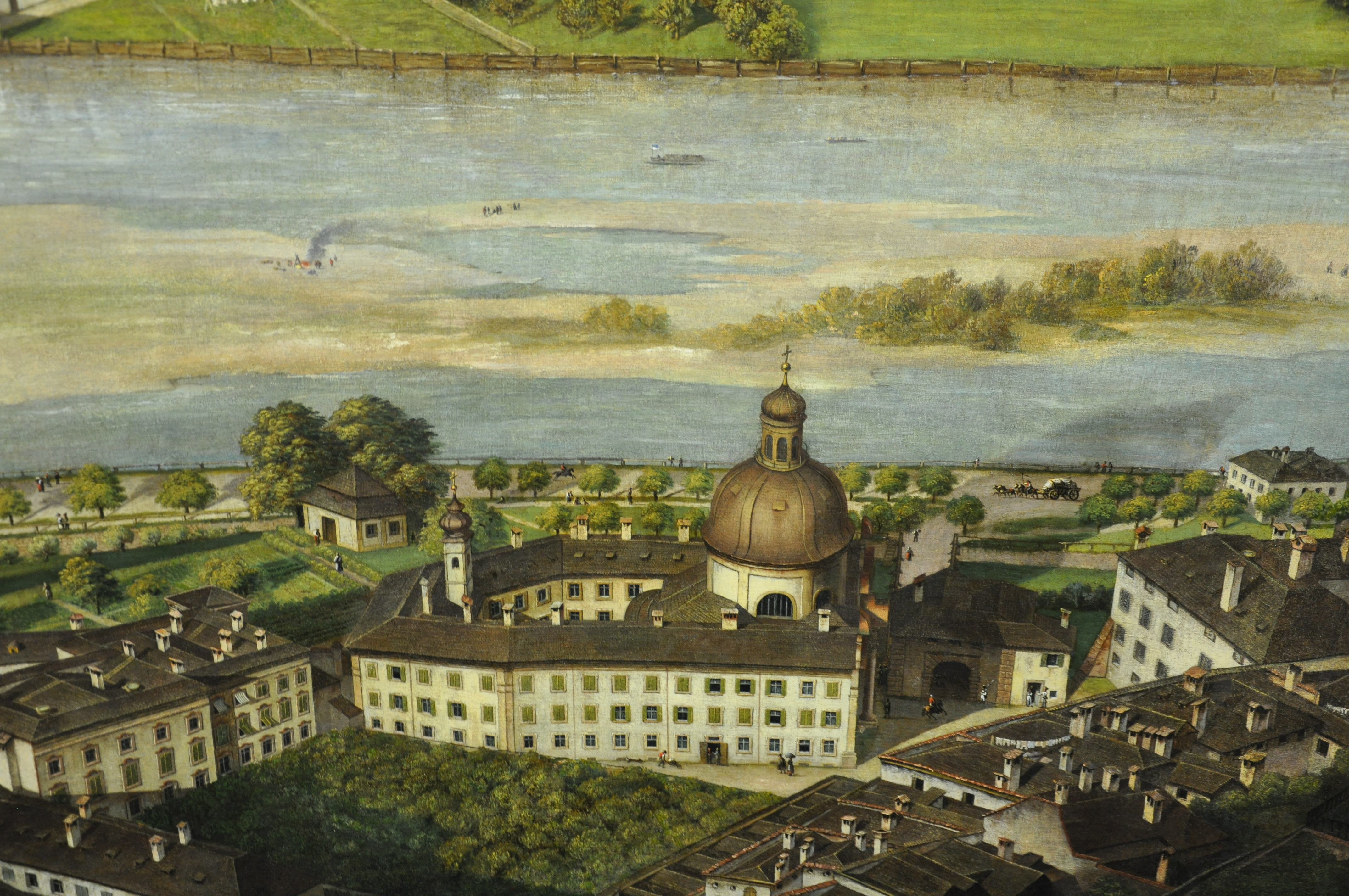
Panorama der Stadt Salzburg von Johann Michael Sattler, 1825–1829. Kajetanerkirche und -kloster

Das ehemalige Theatinerkloster Salzburg befindet sich in der Stadt Salzburg (Kajetanerplatz 1). Heute ist in dem Gebäudekomplex das A. ö. Krankenhaus der Barmherzigen Brüder untergebracht.

## Geschichte
Eine St.-Anna-Kirche und ein Spital sind an diesem Ort erstmals 1150 vermerkt. Erzbischof Wolf Dietrich erwarb die Gebäude, um ein Priesterseminar einzurichten. 1618 war das Areal den Barmherzigen Brüdern übergeben worden; da diese aber keine Exemtion von der fürsterzbischöflichen Rechtsprechung erreichen konnte, verließen sie Salzburg wieder. Der Komplex wurde unter Erzbischof Max Gandolf von Kuenburg dann den Theatinern (nach ihrem zweiten Gründer auch Kajetaner-Orden genannt) aus München übergeben, die einen Neubau und ein Priesterseminar errichteten.
Von den Pröpsten des Klosters ist Wolf Benedikt Überacker (* 2. Mai 1674 in Henndorf) und Felix Fossa bis 1729 bekannt.
1809 wurde das Kloster aufgelassen und wurde fortan als Spital geführt. Zwischen 1810 und 1923 war hier ein Militärspital untergebracht, das sogenannte Truppenspital. Auch während des  Zweiten Weltkriegs diente das Haus als Reservelazarett.

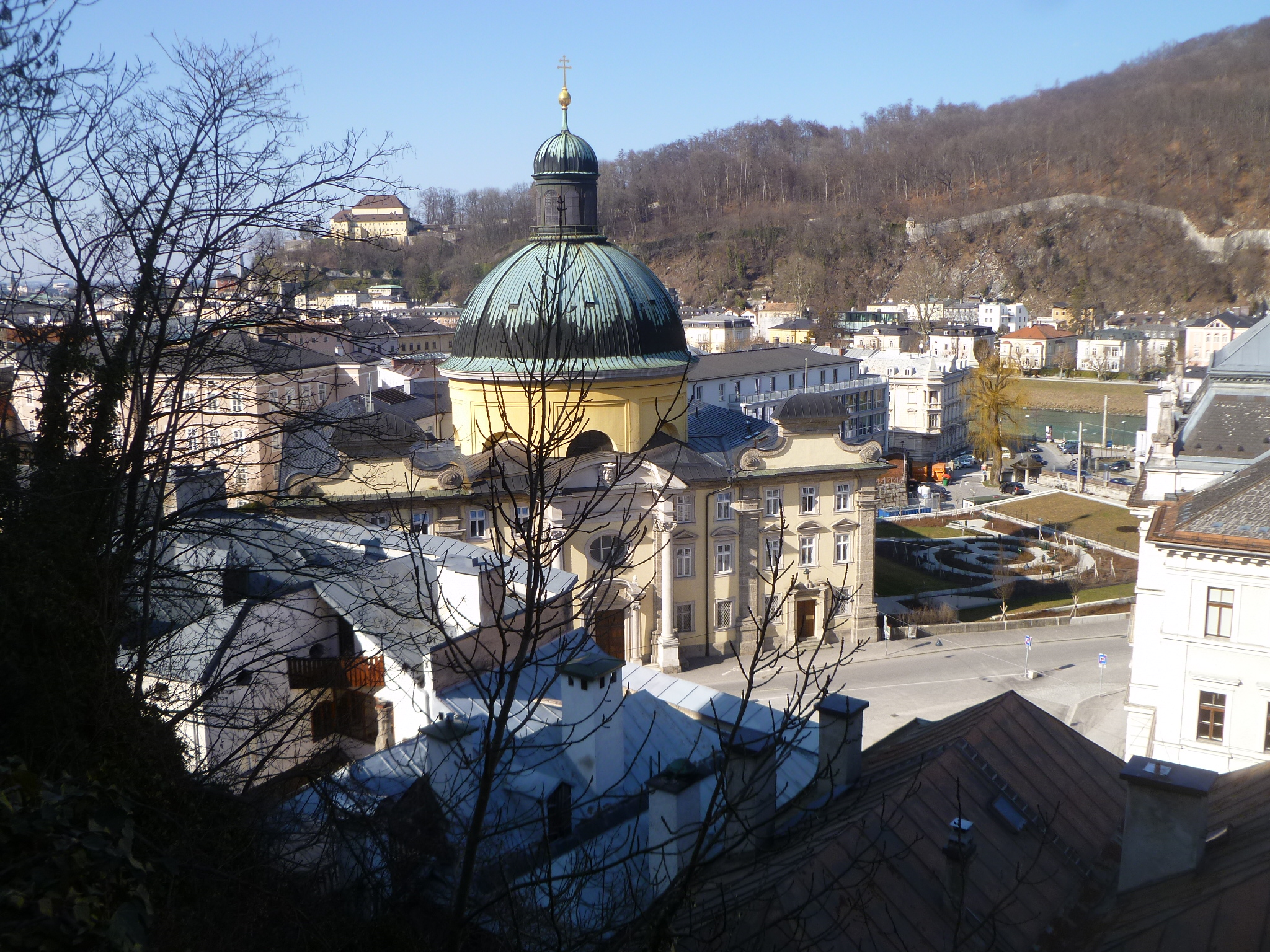
Kajetanerkirche – Blick vom Nonnberg

## Theatinerkloster heute: Krankenhaus der Barmherzigen Brüder in Salzburg
Am Kajetanerplatz steht die palastähnlich aussehende Kajetanerkirche, an die sich das Krankenhaus anschließt. Die einstige regelmäßig angelegte Klosteranlage ist nur durch die Tambourkuppel als solche zu erkennen.
1923 wurde das Spital den Barmherzigen Brüdern übergeben. Nach dem Zweiten Weltkrieg war hier eine Niederlassung internationale Flüchtlingsorganisation UNRRA (später IRO, ab 1952 UNHCR) untergebracht. 1950 wurde das bombengeschädigte Gebäude wieder an die Barmherzigen Brüder zurückgegeben, die im Jahr darauf nach einer umfangreichen Sanierung das Spital wieder eröffneten.